# Hřebeny
Hřebeny (in tedesco Hartenberg) è una frazione del comune di Josefov (Karlovy Vary), nella Repubblica Ceca, nel distretto di Sokolov.
Il villaggio conta in tutto 34 abitazioni. Oltre al castello di Hartenberg ad Hřebeny era presente un birrificio, incendiato poi abbandonato.
Il nome originale del villaggio deriva dalla roccia dura su cui sin dal XIII secolo si erge un castello, il castello di Hartenberg appunto. In questo castello si sono succeduti diversi signori, fino ad essere parzialmente trasformato, nel corso del XIX secolo, in una residenza signorile. Il castello fu distrutto dall'esercito tedesco in ritirata alla fine della seconda guerra mondiale, e, dopo la ricostruzione, distrutto di nuovo a più tappe dai comunisti e da coloro che non amavano ricordare la precedente dominazione germanica. L'ultimo di questi atti di vandalismo, un incendio a metà degli anni 80, lo ha ridotto a poco più di un rudere pericolante.
Negli ultimi 10 anni il governo della regione di Karlovy Vary lo ha eletto a patrimonio degno di tutela, e ne ha autorizzato delle opere di ricostruzione. Oggi il castello è di proprietà di un privato, che lo ha reso luogo di un campo di volontariato.